# Emigración de los valdenses
En los siglos de las grandes persecuciones, desde el siglo XIII hasta el siglo XVIII, en tiempos de las grandes persecuciones y leyes restrictivas, las que prohibían a los valdenses poseer terrenos fuera del estrecho círculo de los valles más elevados, varios millares de ellos emigraron, yendo a fundar - importantes colonias, en Provenza. en Calabria, en las Apulias y, entre el XVII y el XVIII, en Alemania.
En la primera mitad del siglo XIX muchos valdenses tuvieron que emigrar en busca de trabajo, de tal manera que, en una estadística de 1844 figuran 1.080 valdenses, sobre un total de 22.458 almas, establecidos fuera de los ahora conocidos como Valles Valdenses, en su mayoría en el sur de Francia. Pero habían ido allí a la desbandada y con la esperanza de volver tarde o temprano a la patria; no se trataba, pues, de emigración organizada y definitiva.

## Emigraciones de carácter económico
A partir de 1848 ninguna restricción legal impedía ya a los Valdenses extenderse a las Comunas por ellos ocupadas otrora en la llanura; mas, para que tal facultad pudiese dar un desahogo adecuado a la exuberancia de la población, era menester que, ante todo, las familias dispusieran de las sumas necesarias para la compra de los terrenos. Ahora bien, precisamente desde 1850 a 1854 hubo una serie de malas cosechas, por lo que la crisis se agravó de tal manera que hizo imperiosa y urgente la necesidad de resolverla mediante la emigración.
Con la amenaza de inanición que se avecinaba, los valdenses comenzaron a emigrar. Algunos fueron a Francia o a otros lugares en Italia. Otros viajaron más lejos, a Uruguay, Brasil, Argentina, Nueva York, Misuri y Utah. A pesar de esta emigración, en 1892, veinticinco mil valdenses seguían viviendo en los valles. Las migraciones a partir de la segunda mitad del siglo XIX, que se extendieron hasta mediados del siglo XX, generando episodios de emigración concentrados al finalizar las dos guerras mundiales, tuvieron un carácter grupal, comunitario. Eran las propias comunidades de los Valles Valdenses que organizaban los desplazamientos de las familias dispuestas a emigra, enviando misiones de reconocimiento, previas a la emigración en sí, y asistiéndoles en las primeras décadas de su instalación, enviándoles pastores y maestros.

## Migración voluntaria
La migración voluntaria de algunos valdenses está relacionada con la vocación de predicar el Evangelio entre pueblos que no lo conoce. Los Valdenses, aun sintiendo que su deber inmediato era de ser testigos de la verdad cristiana en Italia, no se han por ello desinteresado de la Obra de las Misiones.
Han enviado regularmente sus contribuciones varias Sociedades Misioneras, sino que también han ofrecido también sus hijos y sus hijas a aquella santa causa. Después de 1883, año en que partió el primer misionero valdense para el Lesoto (África del Sur), varios han ido a evangelizar en las orillas del río Zambeze, en el corazón del África Austral, otros a China, y otros, recientemente, a Madagascar y en Eritrea.